# Colobothea declivis
Colobothea declivis är en skalbaggsart som beskrevs av Aurivillius 1902. Colobothea declivis ingår i släktet Colobothea och familjen långhorningar. Inga underarter finns listade i Catalogue of Life.